# الواقش (يريم)

تعديل مصدري - تعديل

الواقش محلة تابعة لقرية حجر ادهان، التابعة لعزلة خودان بمديرية يريم إحدى مديريات محافظة إب في الجمهورية اليمنية.، بلغ تعداد سكانها 25 حسب تعداد اليمن لعام 2004.